# Pseudothyridium minettii
Pseudothyridium minettii är en skalbaggsart som beskrevs av Soula 2002. Pseudothyridium minettii ingår i släktet Pseudothyridium och familjen Rutelidae. Inga underarter finns listade i Catalogue of Life.